# Biserica de lemn din Muntele Rece

Biserica de lemn din Muntele Rece, județul Cluj

Biserica de lemn din Muntele Rece, distrusă în urma unui incendiu acum câțiva ani, se afla în cimitirul satului. Lista monumentelor istorice surprinde pentru biserica de lemn din Muntele Rece, comuna Măguri-Răcătău hramul „Sfânta Treime” iar ca perioadă a edificării - secolul XVIII. Alte surse precizează un alt hram și anume: „Învierea Domnului”.

## Trăsături
Biserica era construită din lemn de brad, modul de îmbinate a grinzilor fiind atât în cheotoare dreaptă cât și în coadă de rândunică. Era așezată pe o fundație de piatră.
Având pronaosul și naosul dreptunghiulare, biserica avea absida altarului decroșată, poligonală cu cinci laturi. Pronaosul era podit cu scânduri și susținea turnul ce avea galeria deschisă cu arcade semicirculare și coif octogonal. Naosul avea o boltă semicilindrică. În altar bolta era semicilindrică pe lungimea pereților laterali, aceasta continuându-se prin triunghiuri sferice în dreptul celorlalți pereți ce formau absida altarului.